# 椿村 (岐阜県)
椿村（つばきむら）は、かつて岐阜県武儀郡に存在した村である。現在の山県市椿に該当する。

## 歴史
- 1501年（文亀元年）頃 - この地域に人が移住し、椿村が成立。
- 1889年（明治22年）7月1日 - 町村制により椿村発足。
- 1897年（明治30年）4月1日 - 田栗村、笹賀村、徳永村、佐野村と合併し、北武芸村が発足。同日椿村は廃止される。

## 教育
- 椿尋常小学校 - 1897年に笹賀尋常小学校椿分教場。後に美山町北武芸小学校椿分校となり、1971年廃校

## その他
1971年に美山町が行った集落移転事業により、旧・椿村の全住民が集団離村している。そのため、2015年現在も住民はいない。